# Piano di Sant'Andrea
Il Piano di Sant'Andrea (o Pian di Sant'Andrea, meno comunemente Piani di Sant'Andrea; Cian de Sant'Andria o Cian de San Dria in ligure) è un luogo storico della Genova antica, situato sull'omonimo colle - detto anche colle del Brolio - delimitato dalle due alte torri che portano anch'esse il nome di Sant'Andrea e che racchiudono  Porta Soprana (o Porta superana), nel medioevo il principale varco di accesso alla città.
In direzione del mare, il Piano di Sant'Andrea scorre lungo le mura - principio di fortificazione della città - che un tempo racchiudevano il nucleo antico cittadino e che oggi sono meta di visite guidate tese a ripercorrere, in un viaggio a ritroso nel tempo, da Campopisano a Sarzano, la storia della Genova dei dogi.

## Descrizione
Dal Piano di Sant'Andrea si accede, attraverso il fitto dedalo di caruggi, alla pittoresca piazza delle Erbe - oggi fulcro della movida giovanile - e alla salita Pollaioli, in prossimità del Palazzo Ducale.

Attiguo al Piano è il quartiere di Ravecca (o della Marina) e di Piazza Sarzano.
Questa parte della città è ora sede di molti uffici della city che si affacciano sul moderno Centro dei Liguri attraversato dall'antico ponte di via Ravasco, ma tuttora caratterizzato da piccole botteghe artigiane e tipiche friggitorie nelle quali si possono gustare, assieme alle torte di verdura della cucina genovese, dell'ottima farinata di ceci o della focaccia con il formaggio all'uso di Recco.
Raggiungibile attraverso salita del Prione, il Piano di Sant'Andrea ospitava fino agli anni cinquanta numerose case di tolleranza.
Tale ambientazione è bene descritta da Gino Piastra nel suo volume Luci ed ombre della Superba:

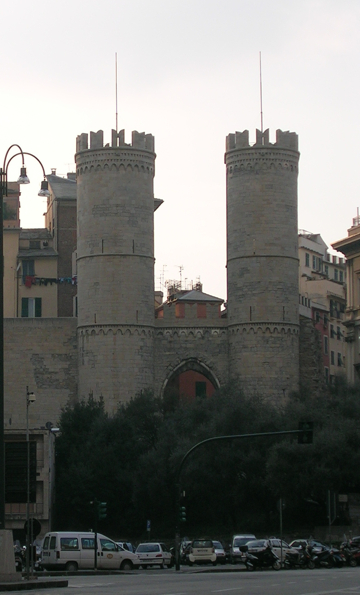
Porta Soprana

## Il monastero di Sant'Andrea (poi carcere)
A testimonianza dell'antico edificio che si ritiene sia stato la casa di Cristoforo Colombo, ovvero la dimora in cui visse per qualche tempo la famiglia del navigatore è rimasto il chiostro che faceva parte del monastero di Sant'Andrea, edificato a metà del XII secolo e di notevole importanza per i suoi elementi precocemente gotici.
Non era, come appare evidente, un elemento isolato ma una parte d'un muro di case di vicolo che strapiombava in vico dritto Ponticello (Vico drito Pontixello).

La casa nella quale si presume abbia abitato la famiglia del navigatore, situata poco distante, andò distrutta in un incendio nel 1684 a seguito dei bombardamenti sulla città da parte della flotta francese e quella che sorge ora al suo posto è frutto di una ricostruzione - sia pure fedelissima - datata tra la fine del XVII e l'inizio del XVIII secolo.
Il colle ospitava il complesso del monastero delle monache Benedettine di Sant'Andrea, risalente al XII secolo, poi espropriato ed adibito a carcere.
Nel 1901 Francesco Podestà, pittore e studioso di storia locale, nel suo libro Colle di Sant'Andrea in Genova e le regioni circostanti, scrisse:
Da alcune vecchie fotografie si può osservare come dal Piano di Sant'Andrea partisse un vicoletto che conduceva all'antico monastero e alla chiesa di Sant'Andrea, situata al limitare della collina del Brolio e demolita sul finire del XIX secolo in occasione della sistemazione della via XX Settembre (già via Giulia) e della adiacente via Dante.
La demolizione dell'ex monastero, al tempo carcere, di Sant'Andrea e del relativo chiostro furono argomento di forte tensione tra Alfredo d'Andrade (allora Direttore dell'ufficio regionale per la conservazione dei monumenti del Piemonte e della Liguria e poi anche rappresentante del Ministero della Pubblica Istruzione nella trattativa relativa alla cessione delle carceri) e il consiglio comunale di Genova, quest'ultimo per buona parte intenzionato a portare a termine il restyling della zona (sostenuto peraltro anche da una forte campagna stampa a favore della demolizione). Il d'Andrade nei suoi rapporti al ministero sostiene che la demolizione non sarebbe stata dovuta a motivi di igiene o di pubblica utilità, ma solo per tentativi di effettuare una speculazione edilizia.
Nel 1904 venne decisa la cessione delle carceri e la loro demolizione. Grazie alle pressioni del d'Andrade fu comunque salvato il chiostro, smontato e ricostruito nel 1922 nelle vicinanze di Porta Soprana.

## Vico dritto Ponticello eponte delle conchette
La strada dove si affacciava la casa di Colombo - e che fa parte integrante del Piano di Sant'Andrea - è una piccola salita che esiste tuttora (sebbene spoglia degli edifici che la adornavano) e che conduce da Porta Soprana alla sottostante piazza Dante.

Un tempo tale piccola salita era chiamata vico dritto Ponticello, nome gli derivava da un piccolo ponte posto proprio sopra il rio Torbido, che scorreva seminterrato, e che collegava la strada romana proveniente dal borgo di San Vincenzo con la stessa Porta Soprana.
Il ponte aveva il curioso nome di ponte delle conchette ed era così chiamato durante il XV secolo perché in quel punto venivano gettati i manufatti in ceramica rotti oppure difettosi provenienti dalle fabbriche poco lontane. Dal soprannome deriva l'antica espressione genovese che indica qualcosa di scadente "O no l'ha mai passòu o ponte de conchette" ("Non ha superato il ponte delle conchette").
Malgrado l'intervento dell'uomo e l'usura del tempo molte case di Ponticello e del Piano di Sant'Andrea conservarono, fino al sovvertimento della zona per la sistemazione della piazza Dante che chiude la via omonima, molti caratteri dei secoli XIV e XV e vestigia ancora più antiche, come quelle della casa d'angolo fra Borgo Lanaioli (ove si trovavano numerose botteghe di cardatori di lana) e il vico dritto Ponticello sulla quale fino al 1860, anno dell'unità d'Italia si potevano vedere alcuni anelli delle catene che chiudevano il porto di Pisa, repubblica marinara rivale, espugnato nel 1290 dai genovesi.
Il bassorilievo in marmo del 1280 che raffigurava il porto pisano - e che rimase collocato sulla suddetta casa fino alla sua demolizione - si trova ora nella chiesa di Sant'Agostino - situata accanto al museo omonimo - mentre gli altri anelli della stessa catena, che si trovavano su altri edifici, furono con l'unificazione nazionale restituiti alla città di Pisa.

## Il Barchile e lecamalle d'ægoa

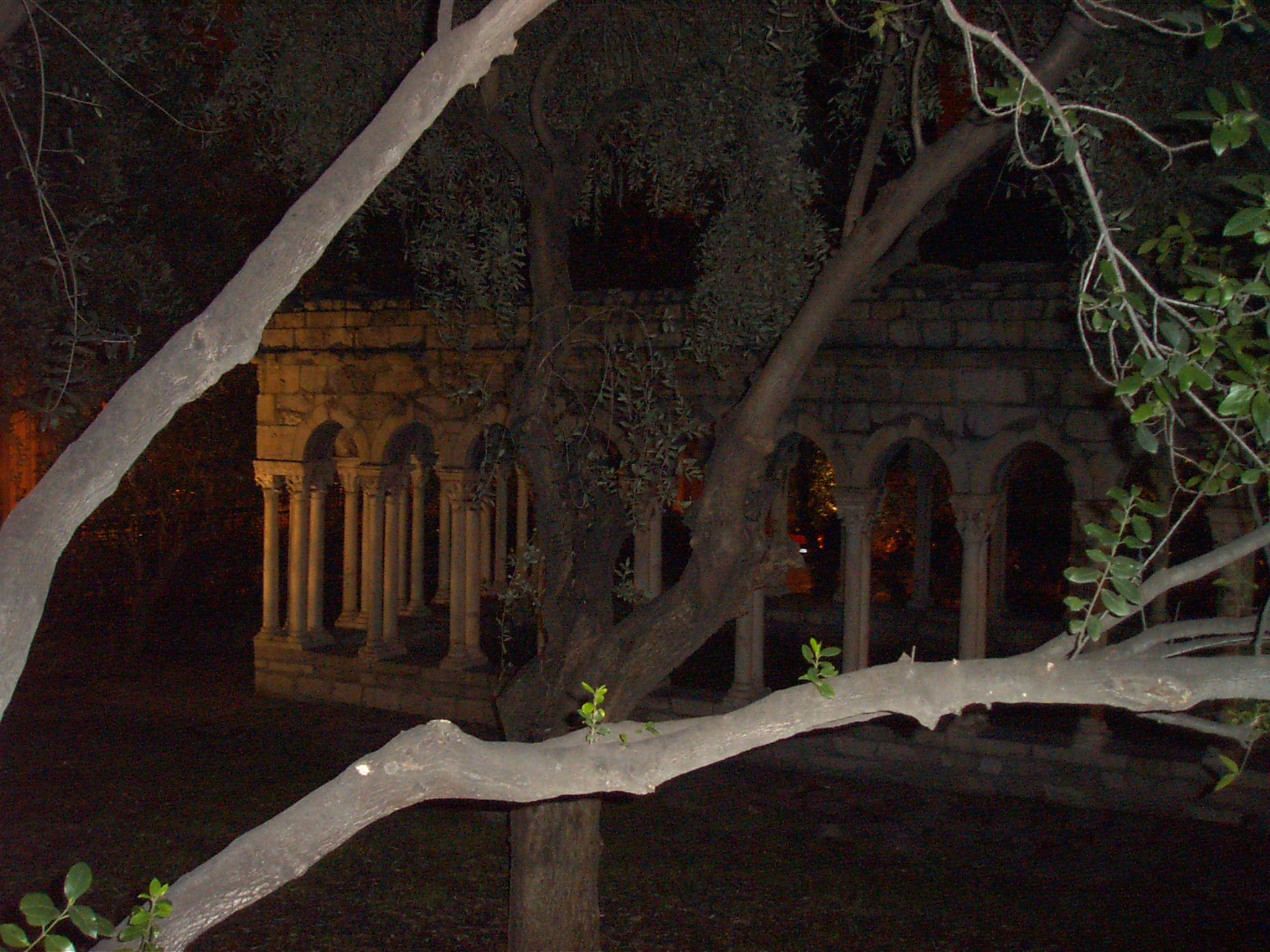
Vista notturna sul chiostro del Convento di Sant'Andrea.

Risale al 1642, anno in cui fu prolungato l'acquedotto civico fino a Cavassolo, l'istanza che gli abitanti di Ponticello fecero pervenire ai Padri del Comune affinché fosse costruita nella loro piazza una fontana - denominata Barchile - considerata indispensabile per i viandanti e gli uomini rurali che continuamente trafficano in detto quartiere.
I richiedenti si dissero disposti a contribuire alle spese e l'istanza venne accolta il 4 luglio di quell'anno; il 14 dello stesso mese il reverendo Cavazza effettuò il versamento della somma raccolta che ammontava a trecentocinquanta lire genovesi con il risultato che la pratica fu in breve tempo sbrigata e nel mese di agosto venne dato il primo acconto di cento lire per la fornitura dei marmi e la loro lavorazione ad opera dello scultore Gio Mazzetti.
La fontana venne terminata nel 1643 e collaudata dall'architetto Francesco Da Nove. Era costituita da una base a forma di cubo su cui era scolpito lo stemma della città. In alto zampillavano quattro fili d'acqua e sulla base appoggiava una colonna arabescata che reggeva la vasca a forma ottagonale, da cui usciva altra acqua, a forma di testa d'ariete, mentre un putto, in alto al centro, soffiava l'acqua da una conchiglia.

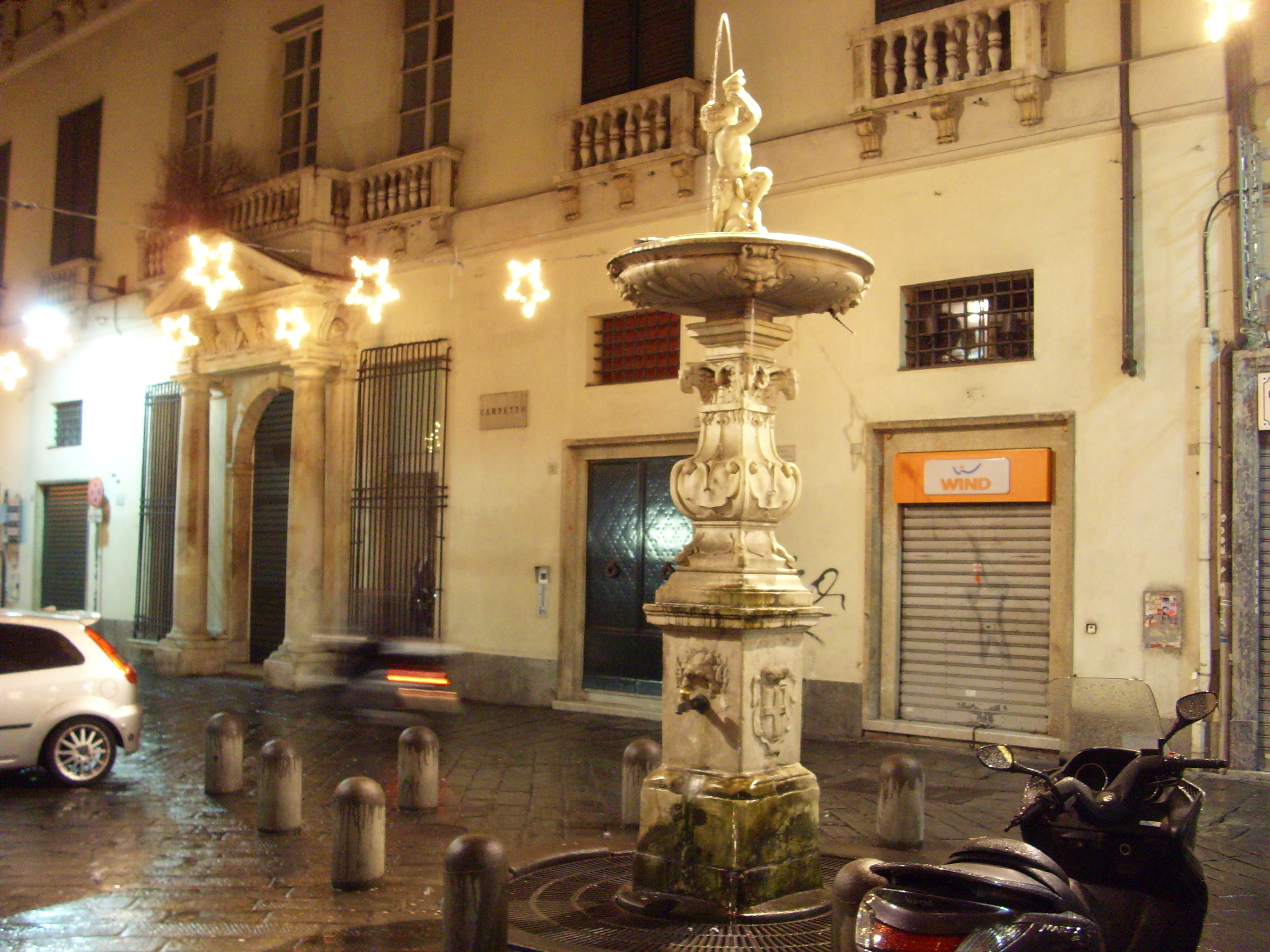
Scorcio di piazza Campetto, dove dal 1998 è posizionato il Barchile. Sullo sfondo Palazzo Casareto De Mari (noto anche come Palazzo del Melograno), fatto costruire alla fine del XVI secolo per Ottavio Imperiale e poi passato alla famiglia De Mari.

Al Barchile di Ponticello, così come alle altre fontane della città, attingevano l'acqua le cosiddette camalle d'aegua, le portatrici d'acqua, donne molto robuste e per la maggior parte della zona di Montoggio che, a pagamento, la consegnavano a domicilio a tutte quelle case che non possedevano il pozzetto o la cisterna privata.
Per la sua bellezza ed eleganza, questa fontana venne paragonata a quelle della Peschiere e di piazza delle Erbe; tuttavia, già nel 1876 venne prospettata la possibilità di una sua rimozione in considerazione del fatto che aveva perso l'originaria utilità in conseguenza del trasferimento delle erbivendole da piazza Ponticello a via Fieschi, allora appena aperta.
Inoltre, l'architettura era considerata un pericolo per i veicoli ed i carretti che salivano alla vicina basilica di Carignano. Rimase tuttavia al suo posto fino al 1935, quando fu decisa una nuova ristrutturazione della zona, per poi essere trasferita nel cortile di levante del Palazzo Ducale dove fu sistemata (con scopo puramente ornamentale) ad opera degli architetti Orlando Grosso e Giuseppe Crosa. Infine nel 1998, dopo un restauro, venne posizionata in piazza Campetto.

## Abitanti illustri
Vico dritto di Ponticello e il Piano di Sant'Andrea, in virtù della favorevole posizione di accesso alla città per chi arrivava dalla Val Bisagno, furono un luogo abitato da persone di rilievo.

### I notai
In prevalenza vi stabilirono i loro studi numerosi notai, tra i quali si ricorda Antonio Gallo che scrisse alcune opere latine tra cui "Cronache della Repubblica di Genova, comprese tra gli anni 1466 e 1478"; Andrea de Cario, Giacomo Bonvino (contemporanei di Gallo) e Bartolomeo e Giuseppe Rimassa, i cui atti vengono conservati nell'Archivio di Stato di via Tommaso Reggio.

### Gli artisti
Tra gli artisti illustri che abitarono nella zona fu Lazzaro Tavarone, che aveva studio nella Torre Fieschi (l'edificio più alto del piano di Sant'Andrea, alle spalle della porta Soprana, attualmente con il paramento murario in mattini riportato a vista).
Altri illustri abitatori del Ponticello si trovano anche nel campo dell'arte e della carità.
Il pittore Giovanni da Padova, che verso la fine del secolo XIV abitò nella zona, affrescò le pareti dell'ospedale che vi ebbe sede durante i secoli XIV e XV e famosa è la casa di Ponticello dell'intagliatore Anton Maria Maragliano, geniale artista di figure del presepe genovese e di sculture devozionali, definito da Carlo Giuseppe Ratti artefice che congiunge ad una rara perizia una esimia generosità d'animo e soavità di costumi. In tale casa, Maragliano morì il 7 marzo 1739.

### Il precursore delle scuole infantili
In Ponticello abitò nel 1757 Lorenzo Garaventa (fratello di Niccolò Garaventa, anch'egli filantropo ed istitutore), il quale un giorno appese alla sua porta un cartello con sopra scritto "Qui si fa scuola di carità", dando così l'avvio ad un'attività che, con l'aiuto di molti benefattori, ebbe in Genova un notevole sviluppo, ad esempio attraverso la fondazione di scuole per bambini come quelle che saranno istituite solo oltre vent'anni dopo, nel 1780, in Svizzera, da Johann Heinrich Pestalozzi, così come da Robert Owen in Inghilterra nel 1816 e da Ferrante Aporti in Italia.

## La bocca del lupo
Al Piano di Sant'Andrea e nella vicina Ravecca è ambientato quello che è il romanzo verista più conosciuto dello scrittore Remigio Zena, La bocca del lupo.
In tale romanzo il personaggio più caratterizzato è la Bricicca, figura diventata con il tempo molto popolare, quasi a diventare una maschera rappresentativa della cultura popolare locale.
Il lavoro di Zena (che di nascita non era genovese ma che a Genova legò e chiuse la sua vita, e il cui nome richiama quello della città espresso nella lingua locale, appunto Zena) fu trasposto per il teatro negli anni ottanta e messa in scena con protagonista un'attrice genovese, Lina Volonghi.
La Bricicca è dunque la classica figura di popolana genovese del XIX secolo, del tipo di quelle di cui si può avere testimonianza ormai solo attraverso le vecchie fotografie del tempo passato, molte delle quali scattate da un fotografo di Dresda attivo a Genova, Alfred Noack, che documentò la vita nel capoluogo ligure nel XIX secolo.